# Commanderie de Garway
La commanderie de Garway est une commune dans le Sud-Ouest du comté d’Herefordshire (Midlands de l'Ouest), Angleterre. Elle est située à  flanc de coteau au-dessus du fleuve Monnow, à environ 10 kilomètres au nord-ouest de Monmouth.

## Historique
Les chevaliers templiers reçurent du roi Henri II de la terre à Llangarewi en 1180. Les moines guerriers ont immédiatement reconstruit l'église saxo-celtique sur le modèle circulaire habituel, imitant ainsi l'église du Saint-Sépulcre à Jérusalem. Le chœur a survécu mais la nef circulaire a été seulement retrouvée à la suite de fouilles. La tour a été construite plus tard comme une place forte pour sécuriser l’endroit lors des incursions des Gallois. Les chevaliers ont construit leur commanderie à l'emplacement de la ferme actuelle de l’église et le revenu de ce manoir a beaucoup aidé le financement des campagnes en Terre sainte. L'endroit était si important qu'il a même reçu la visite de Jacques de Molay, maître de l’Ordre, en 1294.
Toutes les possessions templières du sud du Pays de Galles, bien que limitées en nombre et en importance, étaient administrées à partir de la commanderie de Garway.
Cependant, lorsque les templiers d'Angleterre furent arrêtés en 1308, la commanderie de Garway fut confisquée puis dévolue aux hospitaliers (de Dinmore (en)) en 1312 mais ces derniers ne réussirent à en prendre possession qu'en 1326.

## L'église de Garway
L'église de Garway (en) est située à l’ouest de la paroisse. La première preuve d'un monastère sur cet emplacement date du VIIe siècle, mais c’est avec l'arrivée des chevaliers templiers en 1180 que l'histoire de Garway se précise. Les Templiers y construisent une hutte en l'honneur du Saint-Sépulcre de Jérusalem. Les fondations trouvées lors des fouilles d'une partie de l'église ronde peuvent être observées du côté nord de l'église actuelle, et l'originale voûte découpée du chœur demeure. La majeure partie de l'église actuelle — qui n’est plus ronde — date probablement du XIIIe siècle, y compris la tour massive qui était par le passé séparée du bâtiment principal.  Il y a de nombreuses sépultures à l'intérieur et à l'extérieur du bâtiment comprenant un « homme vert », une épée, un poisson et un serpent.
L'église de Garway est importante dans la communauté locale et, en plus des services religieux réguliers, elle est utilisée pour beaucoup d'autres évènements.

## Plan
- Plan de l'église de Garway

## État
Il ne reste aujourd'hui que la tour et la chapelle.

### Liens connexes
- Liste des commanderies templières dans les Midlands de l'Ouest